# حديقة بيرين الوطنية
حديقة بيرين الوطنية (بالبلغارية: Национален парк Пирин)‏ هي حديقة وطنية ضمن مواقع التراث العالمي، تَضم جزء كبير من جبال بيرين في جنوب غرب بلغاريا. وتَبلُغ مساحة الحديقة 400 كم². وتَقَع على ارتفاع بين 1008-2914 متر.

## التاريخ
تَعرضت حدود الحديقة وحجمُها لتغيرات عِدّة عبر التاريخ.
تمّ إنشاء حديقة فيهرن الوطنية في 8 نوفمبر 1968 للحفاظ على الغابات في أعلى أجزاء الجبّل. في البداية كانت الحديقة تمتد على مساحة 62 كم2 (24 ميل مربع)، وهذا الجزء حالياً جزء صغير من الحديقة. تم تغيير اسم احديقة إلى حديقة بيرين الشعبية سنة 1974 بمرسوم وزاري وتم توسيع أراضيها بشكل كبير.
وأُنشِئت إدارة خاصة للحديقة ومَقرها مدينة بانسكو. ضمّت اليونيسكو الحديقة لموقع تراث عالمي سنة 1983., وبعدها أقرت ضمن قانون المناطق المحمية في عام 1998، وأعلنت حديقة وطنية تمتد على مساحة 403,32 كم2 (155,72 ميل مربع).

## إنظر أيضاً
- قائمة مواقع التراث العالمي في أوروبا